# Bevrijdingsmonument Noordwijk
Het Bevrijdingsmonument (ook wel Tappenbeck-monument) in de Nederlandse plaats Noordwijk, provincie Zuid-Holland, is een monument ter nagedachtenis aan de Tweede Wereldoorlog.

## Beschrijving
Oswald Wenckebach maakte een natuurstenen pilaar, bekroond door een vogel (meeuw) met gespreide vleugels, als symbool voor vrede en vrijheid. De vleugels van de vogel staan voor de V van Victorie. De pilaar staat op een sokkel, waarop te lezen is 
Ter herinnering aan Rudolf Tappenbeck gevallen voor waarheid en recht te Neuengamme december MCMXLIV.
De vierkante sokkel is voorzien van een spiegel (zinnebeeld van kennis), balans en zwaard (zinnebeeld van recht). Een radiolamp en microfoon geven de vele verdiensten van Rudolf Tappenbeck weer op het gebied van radiozendamateurisme.
Rudolf Tappenbeck (1898-1944) was hotelhouder en betrokken bij het verzet in Noordwijk. Het monument werd opgericht door het Comité Tappenbeck-monument en is in eigendom overgedragen aan de gemeente Noordwijk. Het monument werd op 25 september 1948 door zijn zoon Peter Tappenbeck onthuld.